# Blind Justice
Pour les articles homonymes, voir Blind.
Blind Justice est une série télévisée américaine en 13 épisodes de 42 minutes, créée par Steven Bochco et diffusée entre le 8 mars 2005 et le 21 juin 2005 sur le réseau ABC.
En France, la série a été diffusée à partir du 21 mars 2006 sur Paris Première et rediffusée sur M6.

## Synopsis
Ayant perdu la vue à la suite d'une fusillade, l'inspecteur Jim Dunbar n'accepte pas que son handicap signifie la fin de sa carrière de policier. La justice lui donne raison en acceptant sa réintégration, mais ses collègues ne sont pas très enthousiastes à l'idée d'enquêter sur le terrain avec un non-voyant.

## Distribution

### Acteurs principaux
- Ron Eldard (VF : Boris Rehlinger) : l'inspecteur Jim Dunbar
- Marisol Nichols (VF : Naïké Fauveau) : l'inspecteur Karen Bettancourt
- Rena Sofer (VF : Sybille Tureau) : Christie Dunbar
- Reno Wilson (en) (VF : Frantz Confiac) : l'inspecteur Tom Selway
- Frank Grillo (VF : Nessym Guetat) : l'inspecteur Marty Russo
- Michael Gaston (VF : Patrick Borg) : le lieutenant Gary Fisk

### Acteurs récurrents
- Saul Rubinek (VF : Paul Borne) : Dr Alan Galloway
- Brennan Elliott (VF : Stéphane Pouplard) : Nick Irons

## Épisodes
1. Modus operandi (Pilot)
2. Pulsions (Four Feet Under)
3. Parfum de justice (Rub a Tub Tub)
4. Règlement de comptes (Up on the Roof)
5. Dans sa chair (Marlon's Brando)
6. Question d'honneur (Soul Man)
7. Désigné coupable (Leap of Faith)
8. Le Poids du passé (Past Imperfect)
9. Un mauvais plan (In Your Face)
10. Le Meilleur Ami de l'homme (Doggone)
11. À bout de souffle (Dance with Me)
12. Affaire de famille (Under the Gun)
13. Coup bas (Fancy Footwork)

## Commentaires
Chaque épisode était proposé en retranscription pour les non-voyants. C’était la première fois de son histoire qu’ABC mettait en place tel dispositif, une révolution à l’époque.